# 小帽螺科
小帽螺科（學名：Cocculinidae），又音譯作科庫螺科，是科库螺总科之下兩個科之一。
根據2005年的《布歇特和洛克羅伊的腹足類分類》，本科與科库螺总科同屬仁螺總目。
本科物種分佈於全球，棲息於水深30米到超過3700米的海洋，皆為小型、白色的笠形帽貝。牠們棲息於沉落海底的樹木，以樹木本身又或關聯的細菌提供營養。

## 下属分类
本科包括以下属：
- Coccocrater Haszprunar, 1987
- Coccopigya B.A.Marshall, 1986
- 小帽螺属 Cocculina Dall, 1882[6]
- Macleaniella Leal & Harasewych, 1999
- Paracocculina Haszprunar, 1987
- Pedococculina Haszprunar, Wendler, Jöst, Ruthensteiner & Heß, 2022
- Teuthirostra Moskalev, 1976